# Renger van der Zande
Renger van der Zande (Dodewaard, 16 febbraio 1986) è un pilota automobilistico olandese, che corre con la scuderia Wayne Taylor Racing al campionato IMSA WeatherTech SportsCar.

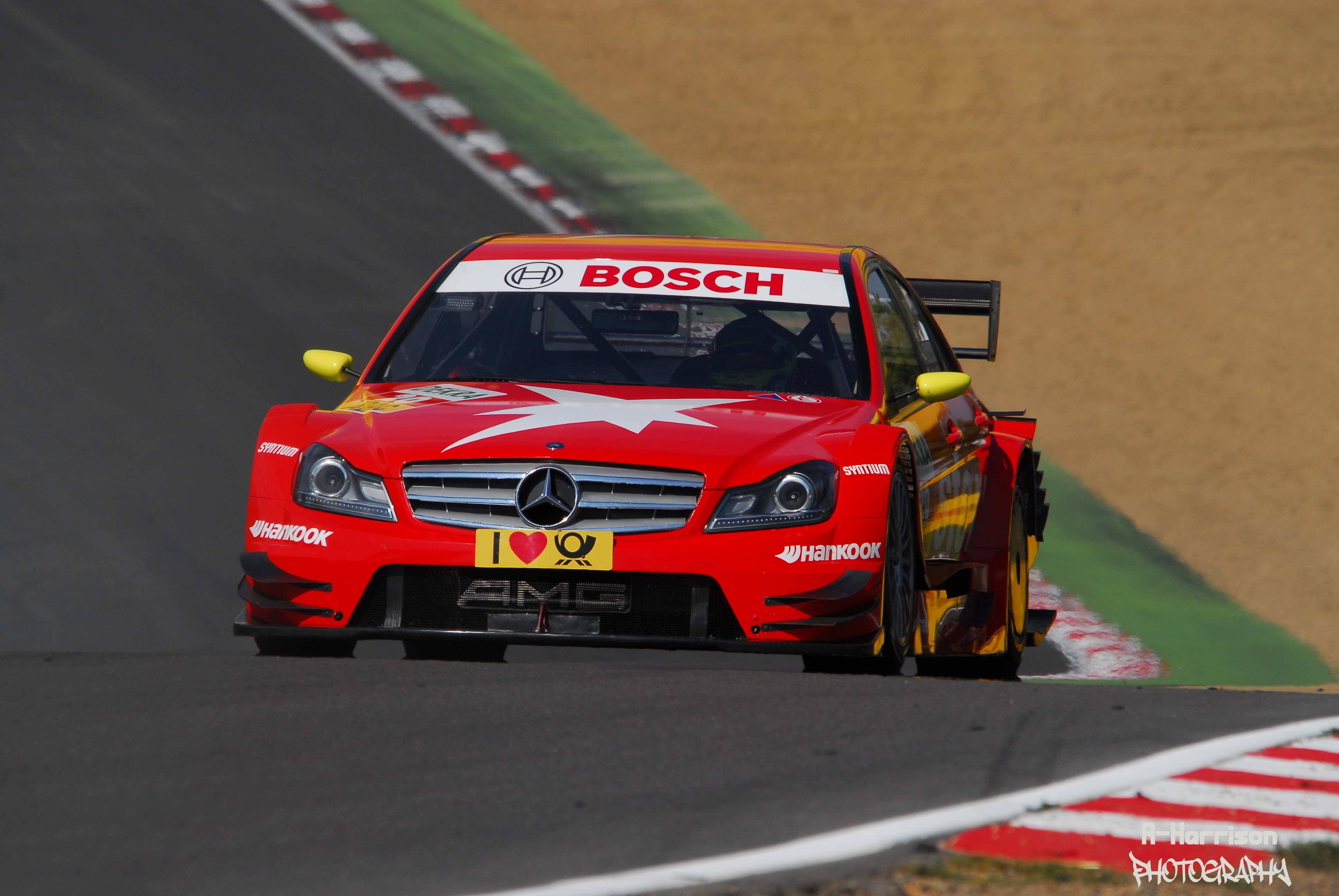
van der Zande durante una gara del DTM 2011

Figlio del campione nazionale olandese di Rallycross Ronald van der Zande, il primo risultato di rilievo arriva nel 2005 con la vittoria del campionato olandese di Formula Renault. Nel 2016 vince il campionato IMSA nella classe PC assieme al pilota Alex Popow con la scuderia Starworks Motorsport. Nel 2019 ha vinto la 24 ore di Daytona insieme a Jordan Taylor, Fernando Alonso e Kamui Kobayashi.

## Carriera
Nel 2025 lascia la Cadillac Racing passando alla Acura, guidando l'ARX-06 LMDh per il team Meyer Shank Racing in coppia con Nick Yelloly. Insieme a lui, ad Alex Palou e Kakunoshin Ohta disputerà la 24 Ore di Daytona. 

## Risultati in carriera

### Riepilogo Carriera
| Stagione | Categoria                                | Team                              | Gare | Vittorie | Pole | GV | Podi | Punti | Posizione |
| -------- | ---------------------------------------- | --------------------------------- | ---- | -------- | ---- | -- | ---- | ----- | --------- |
| 2004     | Formula Renault 2.0 Netherlands          | Van Amersfoort Racing             | ?    | ?        | ?    | ?  | ?    | 103   | 7º        |
| 2004     | Formula Renault 2.0 Germany              | Van Amersfoort Racing             | 4    | 0        | 0    | 0  | 0    | 24    | 26º       |
| 2005     | Formula Renault 2.0 Netherlands          | Van Amersfoort Racing             | 12   | 4        | 4    | 5  | 9    | 203   | 1º        |
| 2005     | Formula Renault 2.0 Germany              | Van Amersfoort Racing             | 14   | 4        | 3    | 2  | 5    | 228   | 5º        |
| 2005     | Formula Renault 2.0 Nordic Series        | Van Amersfoort Racing             | 2    | 0        | 0    | ?  | 2    | 31    | 9º        |
| 2006     | F3 tedesca                               | SMS Seyffarth Motorsport          | 20   | 0        | 1    | 0  | 8    | 89    | 4º        |
| 2006–07  | A1 Grand Prix                            | A1 Team Netherlands               | 3    | 0        | 0    | 0  | 0    | 57‡   | 5º‡       |
| 2007     | Formula 3 Euro Series                    | Prema Powerteam                   | 20   | 1        | 0    | 0  | 2    | 21    | 11º       |
| 2007     | Masters of Formula 3                     | Prema Powerteam                   | 1    | 0        | 0    | 0  | 0    | N/A   | 9º        |
| 2007     | Gran Premio di Macao                     | Prema Powerteam                   | 1    | 0        | 0    | 0  | 0    | N/A   | 17º       |
| 2008     | Formula 3 Euro Series                    | Prema Powerteam                   | 20   | 2        | 0    | 0  | 5    | 47    | 4º        |
| 2008     | Masters of Formula 3                     | Prema Powerteam                   | 1    | 0        | 0    | 0  | 0    | N/A   | NC        |
| 2008     | Gran Premio di Macao                     | Prema Powerteam                   | 1    | 0        | 0    | 0  | 0    | N/A   | 5º        |
| 2008–09  | GP2 Asia Series                          | Arden Motorsport                  | 1    | 0        | 0    | 0  | 0    | 0     | 31º       |
| 2009     | British Formula 3                        | Hitech Racing                     | 16   | 3        | 5    | 7  | 9    | 178   | 3º        |
| 2009     | Masters of Formula 3                     | Hitech Racing                     | 1    | 0        | 0    | 0  | 0    | N/A   | 6º        |
| 2009     | Formula 3 Euro Series                    | Motopark Academy                  | 8    | 1        | 0    | 0  | 1    | 7     | 15º       |
| 2009     | Gran Premio di Macao                     | Räikkönen Robertson Racing        | 1    | 0        | 0    | 0  | 0    | N/A   | 7º        |
| 2009     | Porsche Supercup                         | Federsand-Jetstream Motorsport    | 1    | 0        | 0    | 0  | 0    | 9     | 17º       |
| 2010     | GP3 Series                               | RSC Mücke Motorsport              | 16   | 0        | 0    | 0  | 1    | 6     | 21º       |
| 2010     | Formula 3 Euro Series                    | Motopark Academy                  | 2    | 0        | 0    | 0  | 0    | N/A   | NC†       |
| 2010     | Gran Premio di Macao                     | Motopark Academy                  | 1    | 0        | 0    | 0  | 0    | N/A   | 5º        |
| 2011     | Deutsche Tourenwagen Masters             | Persson Motorsport                | 10   | 0        | 0    | 0  | 0    | 0     | 17º       |
| 2012     | Campionato del mondo endurance - LMP2    | Lotus                             | 1    | 0        | 0    | 0  | 0    | 0     | NC        |
| 2012     | Porsche Supercup                         | Konrad Motorsport                 | 2    | 0        | 0    | 0  | 0    | 14    | 19º       |
| 2013     | BRL V6                                   | Teunissen Racing                  | 16   | 6        | 2    | ?  | 13   | 298   | 1º        |
| 2013     | American Le Mans Series – PC             | DragonSpeed                       | 6    | 0        | 1    | 0  | 1    | 46    | 13º       |
| 2013     | International GT Open – GTS              | Seyffarth Motorsport              | 8    | 2        | 1    | 0  | 3    | 28    | 12º       |
| 2013     | FIA GT World Cup                         | Erebus Motorsport                 | 1    | 0        | 0    | 0  | 0    | N/A   | 20º       |
| 2014     | United SportsCar Championship – PC       | Starworks Motorsport              | 10   | 3        | 0    | 1  | 7    | 282   | 2º        |
| 2014     | 2014 ADAC GT Masters\|ADAC GT Masters    | HTP Motorsport                    | 2    | 0        | 0    | 0  | 1    | 21    | 30º       |
| 2014     | FIA GT World Cup                         | Mercedes-AMG Driving Academy      | 1    | 0        | 0    | 1  | 1    | N/A   | 2º        |
| 2015     | United SportsCar Championship – PC       | Starworks Motorsport              | 10   | 2        | 0    | 3  | 4    | 268   | 5º        |
| 2015     | ADAC GT Masters                          | Car Collection Motorsport         | 2    | 0        | 0    | 0  | 0    | 0     | NC        |
| 2015     | Blancpain Endurance Pro-Am Cup           | Car Collection Motorsport         | 1    | 0        | 0    | 0  | 0    | 0     | NC        |
| 2015     | 24H Series – A6-Pro                      | Car Collection Motorsport         | 1    | 0        | 1    | 0  | 0    | 0     | NC        |
| 2015     | VLN Endurance – SP9                      | Rowe Racing                       | 3    | 0        | 0    | 0  | 1    | 0     | NC        |
| 2015     | 24 Ore del Nürburgring – SP9 GT3         | Rowe Racing                       | 1    | 0        | 0    | 0  | 0    | N/A   | DNF       |
| 2015     | Pirelli World Challenge – GT             | EFFORT Racing                     | 2    | 1        | 1    | 1  | 2    | 266   | 33º       |
| 2015     | FIA GT World Cup                         | Mercedes AMG Driving Academy      | 1    | 0        | 0    | 0  | 0    | N/A   | 4º        |
| 2016     | WeatherTech SportsCar Championship – PC  | Starworks Motorsport              | 11   | 4        | 1    | 4  | 8    | 355   | 1º        |
| 2016     | Intercontinental GT Challenge            | Mishumotors                       | 1    | 0        | 0    | 0  | 0    | 25    | 6º        |
| 2016     | Intercontinental GT Challenge            | AMG - Team AKKA ASP               | 1    | 1        | 0    | 0  | 1    | 25    | 6º        |
| 2016     | 24H Series – A6 Pro                      | GDL Racing                        | 1    | 0        | 0    | 0  | 0    | 0     | NC        |
| 2016     | NASCAR Whelen Euro Series – Elite 1      | Alex Caffi Motorsports            | 2    | 0        | 0    | 0  | 0    | 158   | 27º       |
| 2016     | Blancpain Endurance Series – Pro Cup     | AMG - Team AKKA ASP               | 2    | 0        | 0    | 0  | 1    | 18    | 22º       |
| 2016     | VLN Endurance – SP9                      | AMG-Team HTP-Motorsport           | 3    | 0        | 0    | 0  | 0    | 0     | NC        |
| 2016     | 24 Ore del Nürburgring – SP9 GT3         | AMG-Team HTP-Motorsport           | 1    | 0        | 0    | 0  | 0    | N/A   | 2º        |
| 2016     | Liqui-Moly Bathurst 12 Hour – Class A-Am | Mishumotors                       | 1    | 0        | 0    | 0  | 0    | N/A   | DNF       |
| 2016     | FIA GT World Cup                         | Mercedes-AMG Driving Academy      | 1    | 0        | 0    | 0  | 0    | N/A   | 6º        |
| 2017     | [WeatherTech SportsCar Championship – P  | VisitFlorida Racing               | 9    | 1        | 0    | 0  | 2    | 233   | 7º        |
| 2017     | VLN Endurance – SP9                      | Haribo Racing Team Mercedes - AMG | 2    | 0        | 0    | 0  | 0    | 0     | NC        |
| 2017     | 24 Ore del Nürburgring – SP9             | Haribo Racing Team Mercedes - AMG | 1    | 0        | 0    | 0  | 0    | N/A   | 8º        |
| 2017     | ADAC GT Masters                          | Callaway Competition              | 4    | 1        | 0    | 0  | 1    | 37    | 20º       |
| 2017     | Blancpain GT Series Endurance Cup        | AKKA ASP                          | 1    | 0        | 0    | 0  | 0    | 15    | 21º       |
| 2017     | Blancpain GT Series Endurance Cup        | Black Falcon                      | 1    | 0        | 0    | 0  | 0    | 15    | 21º       |
| 2017     | Blancpain GT Series Endurance Cup        | GRT Grasser Racing Team           | 1    | 0        | 0    | 0  | 0    | 15    | 21º       |
| 2017     | 2017 FIA GT World Cup\|FIA GT World Cup  | Honda Racing                      | 1    | 0        | 0    | 0  | 0    | N/A   | DNF       |
| 2018     | WeatherTech SportsCar Championship – P   | Wayne Taylor Racing               | 10   | 1        | 2    | 0  | 4    | 270   | 3º        |
| 2018     | Blancpain GT Series Endurance Cup        | Mercedes-AMG Team Mann Filter     | 1    | 0        | 0    | 0  | 0    | 0     | NC        |
| 2018     | VLN Endurance – SP9                      | Mercedes-AMG Team HTP             | 2    | 0        | 0    | 1  | 1    | 7.75  | 48º       |
| 2018     | 24 Hours of Nürburgring – SP9 Pro        | Mercedes-AMG Team Mann Filter     | 1    | 0        | 0    | 0  | 0    | N/A   | 16º       |
| 2018     | 24 Ore di Le Mans - LMP1                 | DragonSpeed                       | 1    | 0        | 0    | 0  | 0    | N/A   | DNF       |
| 2018-19  | Campionato del mondo endurance - LMP1    | DragonSpeed                       | 5    | 0        | 0    | 0  | 0    | 8.5   | 28º       |
| 2019     | WeatherTech SportsCar Championship – DPi | Konica Minolta Cadillac           | 10   | 1        | 0    | 0  | 3    | 274   | 4º        |
| 2019     | European Le Mans Series                  | DragonSpeed                       | 1    | 0        | 0    | 0  | 3    | 1     | 33º       |
| 2019     | 24 Ore di Le Mans - LMP1                 | DragonSpeed                       | 1    | 0        | 0    | 0  | 0    | N/A   | DNF       |
| 2020     | WeatherTech SportsCar Championship – DPi | Konica Minolta Cadillac           | 9    | 2        | 0    | 2  | 5    | 264   | 2º        |
| 2020     | 24 Ore di Le Mans - LMP2                 | DragonSpeed USA                   | 1    | 0        | 0    | 0  | 0    | 361   | 12º       |
| 2021     | Campionato del mondo endurance - LMP2    | Inter Europol Competition         | 6    | 0        | 0    | 0  | 1    | 69    | 7°        |
| 2021     | WeatherTech SportsCar Championship – DPi | Cadillac Chip Ganassi Racing      | 11   | 1        | 1    | 4  | 5    | 3163  | 4°        |
| 2022     | Campionato del mondo endurance - LMP2    | Vector Sport                      | 1    | 0        | 0    | 0  | 0    | 2*    |           |
| 2022     | WeatherTech SportsCar Championship – DPi | Cadillac Chip Ganassi Racing      | 10   | 3        | 4    | 0  | 5    | 3220  | 3º        |

‡ Classifica a squadre.
† Poiché van der Zande era un pilota ospite, non era idoneo per i punti del campionato.
* Stagione in corso.

### A1 Grand Prix
(legenda) (Le gare in grassetto indicano la pole) (Le gare in corsivo indicano il giro veloce)
| Anno | Team                    | 1   | 2   | 3   | 4   | 5   | 6   | 7   | 8   | 9   | 10  | 11  | 12  | 13  | 14  | 15  | 16  | 17  | 18  | 19  | 20  | 21  | 22  | Punti | Pos. |
| ---- | ----------------------- | --- | --- | --- | --- | --- | --- | --- | --- | --- | --- | --- | --- | --- | --- | --- | --- | --- | --- | --- | --- | --- | --- | ----- | ---- |
| 2006 | A1 Team The Netherlands | ZAN | ZAN | BRN | BRN | BEI | BEI | SEP | SEP | SEN | SEN | TAU | TAU | SYD | SYD | DUR | DUR | MEX | MEX | SHA | SHA | BRH | BRH | 57    | 5º   |
| 2006 | A1 Team The Netherlands |     |     |     |     |     |     |     |     |     |     |     |     |     |     |     |     | 9   |     | 9   | 4   |     |     | 57    | 5º   |

### F3 Euro Series
(legenda) (Le gare in grassetto indicano la pole position) (Le gare in corsivo indicano il giro più veloce in gara)
| Stagione | Squadra          | 1   | 2   | 3   | 4   | 5   | 6   | 7   | 8   | 9   | 10  | 11  | 12  | 13  | 14  | 15  | 16  | 17  | 18  | 19  | 20  | Punti | Pos. |
| -------- | ---------------- | --- | --- | --- | --- | --- | --- | --- | --- | --- | --- | --- | --- | --- | --- | --- | --- | --- | --- | --- | --- | ----- | ---- |
| 2007     | Prema Powerteam  | HOC | HOC | BRH | BRH | NOR | NOR | MAG | MAG | MUG | MUG | ZAN | ZAN | NÜR | NÜR | CAT | CAT | NOG | NOG | HOC | HOC | 21    | 11º  |
| 2007     | Prema Powerteam  | 4   | 21  | 13  | 19† | 15† | Rit | 12  | 8   | 8   | 3   | 9   | 5   | 19  | 8   | 6   | 1   | 16  | 14  | Rit | 11  | 21    | 11º  |
| 2008     | Prema Powerteam  | HOC | HOC | MUG | MUG | PAU | PAU | NOR | NOR | ZAN | ZAN | NÜR | NÜR | BRH | BRH | CAT | CAT | LMS | LMS | HOC | HOC | 46    | 4º   |
| 2008     | Prema Powerteam  | 8   | 1   | 5   | 20  | 8   | 2   | 10  | 5   | 7   | 1   | 5   | Rit | 6   | 3   | 24  | 10  | 18  | 25  | 2   | 5   | 46    | 4º   |
| 2009     | Motopark Academy | HOC | HOC | LAU | LAU | NOR | NOR | ZAN | ZAN | OSC | OSC | NÜR | NÜR | BRH | BRH | CAT | CAT | DIG | DIG | HOC | HOC | 7     | 15º  |
| 2009     | Motopark Academy |     |     |     |     |     |     |     |     | SQ  | 13  |     |     |     |     | 8   | 1   | Rit | 13  | Rit | 16† | 7     | 15º  |
| 2010     | Motopark Academy | LEC | LEC | HOC | HOC | VAL | VAL | NOR | NOR | NÜR | NÜR | ZAN | ZAN | BRH | BRH | OSC | OSC | HOC | HOC |     |     | N/A   | NC†  |
| 2010     | Motopark Academy |     |     |     |     |     |     |     |     |     |     |     |     |     |     |     |     | 14  | 5   |     |     | N/A   | NC†  |

† Poiché van der Zande era un pilota ospite, non poteva ottenere punti.

### GP3 Series
(legenda) (Le gare in grassetto indicano la pole position) (Le gare in corsivo indicano il giro più veloce in gara)
| Stagione | Squadra              | 1   | 2   | 3   | 4   | 5   | 6   | 7   | 8   | 9   | 10  | 11  | 12  | 13  | 14  | 15  | 16  | Punti | Pos. |
| -------- | -------------------- | --- | --- | --- | --- | --- | --- | --- | --- | --- | --- | --- | --- | --- | --- | --- | --- | ----- | ---- |
| 2010     | RSC Mücke Motorsport | CAT | CAT | IST | IST | VAL | VAL | SIL | SIL | HOC | HOC | HUN | HUN | SPA | SPA | MNZ | MNZ | 6     | 21º  |
| 2010     | RSC Mücke Motorsport | 15  | 24  | Rit | Rit | Rit | 24  | 11  | 7   | 3   | Rit | 9   | Rit | Rit | Rit | Rit | Rit | 6     | 21º  |

### DTM
(legenda) (Le gare in grassetto indicano la pole position) (Gare in corsivo indicano Gpv)
| Anno | Team               | Vettura                    | 1   | 2   | 3   | 4   | 5   | 6   | 7   | 8   | 9   | 10  | Punti | Pos. |
| ---- | ------------------ | -------------------------- | --- | --- | --- | --- | --- | --- | --- | --- | --- | --- | ----- | ---- |
| 2011 | Persson Motorsport | AMG-Mercedes C-Klasse 2008 | HOC | ZAN | SPL | LAU | NOR | NÜR | BRH | OSC | VAL | HOC | 0     | 17º  |
| 2011 | Persson Motorsport | AMG-Mercedes C-Klasse 2008 | 18  | 13  | 10  | 14  | 10  | 11  | 15  | Rit | SQ  | 12  | 0     | 17º  |

### Porsche Supercup
(legenda) (Le gare in grassetto indicano la pole position) (Gare in corsivo indicano Gpv)
| Anno | Team                           | 1      | 2     | 3   | 4   | 5   | 6     | 7   | 8   | 9   | 10  | 11  | 12  | 13  | Punti | Pos. |
| ---- | ------------------------------ | ------ | ----- | --- | --- | --- | ----- | --- | --- | --- | --- | --- | --- | --- | ----- | ---- |
| 2009 | Federsand-Jetstream Motorsport | BHR    | BHR   | CAT | MON | IST | SIL 9 | NÜR | HUN | VAL | SPA | MNZ | YMC | YMC | 9     | 17º  |
| 2012 | Konrad Motorsport              | BHR 11 | BHR 7 | MON | VAL | SIL | HOC   | HUN | HUN | SPA | MNZ |     |     |     | 14    | 19º  |

### Campionato del mondo endurance
Nel 2012 la Coppa del Mondo Endurance FIA è stata assegnata solo ai Costruttori; nel 2013 è stata istituita anche quella per i piloti.
| Anno    | Squadra                   | Classe   | Vettura            | SEB | SPA | LMS | SIL | SÃO | BHR | FUJ | SHA | Punti | Pos. |
| ------- | ------------------------- | -------- | ------------------ | --- | --- | --- | --- | --- | --- | --- | --- | ----- | ---- |
| 2012    | Lotus                     | LMP2     | Lola B08/80        |     | Rit |     |     |     |     |     |     | 0     | NC   |
| Anno    | Squadra                   | Classe   | Vettura            | SPA | LMS | SIL | FUJ | SHA | SEB | SPA | LMS | Punti | Pos. |
| 2018-19 | DragonSpeed               | LMP1     | BR Engineering BR1 |     | Rit | 25  |     | 6   | Rit |     | Rit | 8.5   | 28º  |
| Anno    | Squadra                   | Classe   | Vettura            | SPA | ALG | MON | LMS | FUJ | BHR |     |     | Punti | Pos. |
| 2021    | Inter Europol Competition | LMP2     | Oreca 07           | 5   |     | 4   | 3   | 9   | 5   |     |     | 69    | 7º   |
| Anno    | Squadra                   | Classe   | Vettura            | SEB | SPA | LMS | MON | FUJ | BHR |     |     | Punti | Pos. |
| 2022    | Vector Sport              | LMP2     | Oreca 07           |     |     |     |     | 9   | 9   |     |     | 5     | 23º  |
| Anno    | Squadra                   | Classe   | Vettura            | SEB | ALG | SPA | LMS | MON | FUJ | BHR |     | Punti | Pos. |
| 2023    | Cadillac Racing           | Hypercar | Cadillac V-LMDh    |     |     | Rit |     |     |     |     |     | 0*    |      |
| Legenda |                           |          |                    |     |     |     |     |     |     |     |     |       |      |

* Stagione in corso.

### American Le Mans Series
| Anno | Squadra     | Classe | Vettura     | SEB | LBH | LAG | LIM | MOS | ROA | BAL | COA | VIR | PET | Punti | Pos. |
| ---- | ----------- | ------ | ----------- | --- | --- | --- | --- | --- | --- | --- | --- | --- | --- | ----- | ---- |
| 2013 | DragonSpeed | PC     | Oreca FLM09 |     |     | 5   | 5   | 2   | 6   |     | 5   | 6   |     | 46    | 13º  |

### WeatherTech SportsCar Championship
(legenda) (Le gare in grassetto indicano la pole position) (Le gare in corsivo indicano Gpv)
| Anno    | Squadra                      | Classe | Vettura             | 1      | 2     | 3      | 4     | 5     | 6      | 7      | 8     | 9      | 10    | 11    | Punti | Pos. |
| ------- | ---------------------------- | ------ | ------------------- | ------ | ----- | ------ | ----- | ----- | ------ | ------ | ----- | ------ | ----- | ----- | ----- | ---- |
| 2014    | Starworks Motorsport         | PC     | Oreca FLM09         | DAY 5  | SEB 3 | LGA 1  | KAN 2 | WGL 7 | IMS 10 | ELK 1  | VIR 6 | COA 3  | PET 1 |       | 282   | 2º   |
| 2015    | Starworks Motorsport         | PC     | Oreca FLM09         | DAY 6  | SEB 5 | LGA 6  | DET 1 | WGL 1 | MOS 6  | LIM 3  | ELK 6 | COA 6  | PET 2 |       | 268   | 5º   |
| 2016    | Starworks Motorsport         | PC     | Oreca FLM09         | DAY 4  | SEB 3 | LBH 2  | LGA 2 | DET 1 | WGL 1  | MOS 2  | LIM 1 | ELK 6  | COA 1 | PET 6 | 355   | 1º   |
| 2017    | VisitFlorida Racing          | P      | Riley Mk. 30        | DAY 3  | SEB 6 | LBH WD | COA 7 | DET 9 | WGL 5  | MOS 10 |       |        |       |       | 233   | 7º   |
| 2017    | VisitFlorida Racing          | P      | Ligier JS P217      |        |       |        |       |       |        |        | ELK 5 | LGA 1  | PET 7 |       | 233   | 7º   |
| 2018    | Wayne Taylor Racing          | P      | Cadillac DPi-V.R    | DAY 15 | SEB 2 | LBH 3  | MDO 5 | DET 5 | WGL 5  | MOS 2  | ELK 4 | LGA 12 | PET 1 |       | 270   | 3º   |
| 2019    | Konica Minolta Cadillac      | DPi    | Cadillac DPi-V.R    | DAY 1  | SEB 2 | LBH 10 | MDO 6 | DET 9 | WGL 4  | MOS 6  | ELK 5 | LGA 4  | PET 2 |       | 274   | 4º   |
| 2020    | Konica Minolta Cadillac      | DPi    | Cadillac DPi-V.R    | DAY 1  | DAY 6 | SEB 2  | ELK 2 | ATL 5 | MOH 3  | PET 1  | LGA 6 | SEB 7  |       |       | 264   | 2º   |
| 2021    | Cadillac Chip Ganassi Racing | DPi    | Cadillac DPi-V.R    | DAY 5  | SEB 5 | MDO 5  | DET 1 | WGL 6 | WGL 2  | ELK 3  | LGA 2 | LBH 2  | PET 5 |       | 3163  | 4º   |
| 2022    | Cadillac Chip Ganassi Racing | DPi    | Cadillac DPi-V.R    | DAY 7  | SEB 7 | LBH 1  | LGA 6 | HDO 5 | DET 1  | WGL 3  | MOS 1 | ROA 3  | PET 4 |       | 3220  | 3º   |
| 2023    | Cadillac Racing              | GTP    | Cadillac V-Series.R | DAY 3  | SEB 7 | LBH 8  | LGA 1 | DET 5 | WGL 9  | ELK 4  | IMS 7 | ATL 2  |       |       | 2373  | 7º   |
| 2024    | Cadillac Racing              | GTP    | Cadillac V-Series.R | DAY 10 | SEB 2 | LBH 1  | LGA 5 | DET 3 | WGL 2  | ELK 10 | IMS   | ATL    |       |       | 2201* |      |
| Legenda |                              |        |                     |        |       |        |       |       |        |        |       |        |       |       |       |      |

*Stagione in corso.

### 24 Ore di Le Mans
| Anno | Squadra                   | Co-piloti                       | Vettura                   | Classe   | Giri | Pos. Assol. | Pos. di Classe |
| ---- | ------------------------- | ------------------------------- | ------------------------- | -------- | ---- | ----------- | -------------- |
| 2018 | DragonSpeed               | Ben Hanley Henrik Hedman        | BR Engineering BR1 Gibson | LMP1     | 244  | DNF         | DNF            |
| 2019 | DragonSpeed               | Ben Hanley Henrik Hedman        | BR Engineering BR1 Gibson | LMP1     | 76   | DNF         | DNF            |
| 2020 | DragonSpeed USA           | Ben Hanley Henrik Hedman        | Oreca 07 Gibson           | LMP2     | 361  | 16º         | 12º            |
| 2021 | Inter Europol Competition | Jakub Śmiechowski Alex Brundle  | Oreca 07-Gibson           | LMP2     | 360  | 10º         | 5º             |
| 2022 | JMW Motorsport            | Jason Hart Mark Kvamme          | Ferrari 488 GTE Evo       | GTE Am   | 331  | 50º         | 15º            |
| 2023 | Cadillac Racing           | Sébastien Bourdais Scott Dixon  | Cadillac V-LMDh           | Hypercar | 339  | 4º          | 4º             |
| 2024 | Cadillac Racing           | Sébastien Bourdais Scott Dixon  | Cadillac V-LMDh           | Hypercar | 223  | DNF         | DNF            |
| 2025 | United Autosports         | Pietro Fittipaldi David Hansson | Oreca 07                  | LMP2     | 364  | 24°         | 7°             |

### European Le Mans Series
| Anno | Squadra     | Classe | Vettura  | LEC | MNZ | CAT | SIL | SPA | ALG | Punti | Pos. |
| ---- | ----------- | ------ | -------- | --- | --- | --- | --- | --- | --- | ----- | ---- |
| 2019 | DragonSpeed | LMP2   | Oreca 07 |     | 10  |     |     |     |     | 1     | 33º  |

### NASCAR

#### Whelen Euro Series – Elite 1
| Anno | Team                  | Numero | Marca | 1   | 2   | 3   | 4   | 5   | 6   | 7   | 8   | 9   | 10  | 11    | 12    | Punti | Pos. |
| ---- | --------------------- | ------ | ----- | --- | --- | --- | --- | --- | --- | --- | --- | --- | --- | ----- | ----- | ----- | ---- |
| 2016 | Alex Caffi Motorsport | 33     | Chevy | VAL | VAL | VEN | VEN | BRH | BRH | TOU | TOU | ADR | ADR | ZOL 5 | ZOL 4 | 158   | 27º  |